# Csontzsír
A csontzsír egy vegyipari termék.

## Jellemzői
A csontzsír a csontok kifőzése által nyert zsír, amely általában egyéb állat-zsírok összetételéhez hasonló, de rendesen több oleint tartalmaz, amiért is hígabb-folyósabb, illetőleg könnyebben olvad, mint egyéb testrész zsírja. A 19. században a csontok csontlisztté és csontszénné való feldolgozásánál jelent meg melléktermékként. Ismételt átolvasztással és szűréssel tisztították. Dél-Amerikában, ahol a húskivonat-készítés ebben az időben nagyobb mennyiségben történt, a csontok zsírtalanítása is jelentékeny iparágat képezett. Érdekesség, hogy a csontzsírt a marhafaggyú hamisítására is használták.
Magyarországon az Első Pesti Spódium- és Enyvgyár Rt. (alapítva: 1868) foglalkozott csontzsír előállításával.

## Forrás
- A Pallas nagy lexikona. Szerk. Bokor József. Budapest: Arcanum – FolioNET. 1998.  ISBN 963 85923 2 X

- A magyar nyelv értelmező szótára